# Okres Kandřín-Kozlí
Okres Kandřín-Kozlí (Kędzierzyn-Koźle; polsky Powiat kędzierzyńsko-kozielski) je okres v polském Opolském vojvodství. Rozlohu má 625,28 m² a v roce 2019 zde žilo 93 880 obyvatel. Sídlem správy okresu je město Kandřín-Kozlí.

## Gminy
Městská:
- Kandřín-Kozlí

Vesnické:
- Bierawa
- Cisek
- Pawłowiczki
- Polska Cerekiew
- Reńska Wieś

## Město
- Kandřín-Kozlí

## Sousední okresy
| Růžice kompasu | Krapkowice | Strzelce            |         | Růžice kompasu |
| Růžice kompasu | Prudník    | Sever               | Gliwice | Růžice kompasu |
| Růžice kompasu | Prudník    | Okres Kandřín-Kozlí | Gliwice | Růžice kompasu |
| Růžice kompasu | Prudník    | Jih                 | Gliwice | Růžice kompasu |
| Růžice kompasu | Hlubčice   | Ratiboř             |         | Růžice kompasu |